# Le Monde (tarot)
Pour les articles homonymes, voir Monde.
 (novembre 2014).
Si vous disposez d'ouvrages ou d'articles de référence ou si vous connaissez des sites web de qualité traitant du thème abordé ici, merci de compléter l'article en donnant les références utiles à sa vérifiabilité et en les liant à la section « Notes et références ».

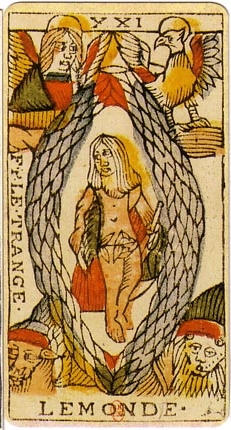
Le numéro 21, le Monde, du jeu de Jean Dodal (début XVIIIe siècle)

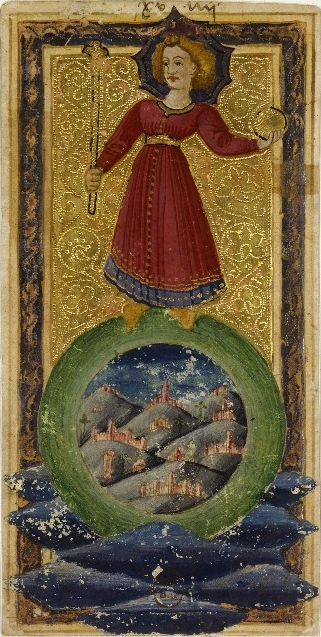
Le Monde, tarot dit de Charles VI (XVe siècle)

Le Monde est la 21e carte du tarot égyptien et du tarot de Marseille. Il est suivi de l'atout 22, le fou. L'archéométrie de base de l'Arcane 21 est suivant la loi de Moîse : 7 que divise 21, 3 face à 3. Elle synthétise l'ensemble du Tarot. 
Alchimiquement, le monde représente le soufre, triangle surmontant la croix, soleil en saturne dans la maison de vénus. Il peut aussi signifier la révolte, voire le renversement d'un tyran. 

## Description et symbolisme
La femme, debout dans une couronne tressée en forme de mandorle est entourée du "Bestiaire" : Lion, Taureau, Aigle, Ange, ensemble qui symbolise aussi le sphynx dont la maxime est OSER - VOULOIR - SAVOIR - SE TAIRE.
Ce bestiaire entoure aussi le fameux carré magique du Notre Père : SATOR AREPO TENET OPERA ROTAS que ceux qui ont des yeux voient, que ceux qui ont des oreilles entendent... Mais que tous pensent, trouvent... mais se taisent !...
Une autre interprétation des "quatre vivants", décrits dans une vision d'Ézéchiel, font de ces quatre animaux les symboles des quatre "règnes" : humains, bêtes sauvages (lion), animaux domestiques (taureau), oiseaux. Ces quatre symboles sont repris dans l'imagerie chrétienne pour caractériser les quatre évangélistes (aigle = Jean, lion = Marc, homme = Matthieu, taureau = Luc). Les quatre règnes vivants donnent leur force au Monde.

## Interprétation
Le Monde symbolise le macrocosme. Il signifie voir plus grand, s'ouvrir, penser à la totalité, le cosmos.
Une carte à l'endroit est liée à l'action. Le Monde tiré debout indique le besoin de s'ouvrir, de penser plus grand.
À droite, il indique que l'avenir exigera de s'éveiller à sa réalité extérieure, de penser au monde extérieur et à la grandeur des choses.
À gauche, elle parle du passé. Elle indique que le tiré a vécu une étape d'ouverture au monde.
En bas, elle est liée à la richesse personnelle, c’est-à-dire que l'individu a la qualité de s'ouvrir à sa réalité extérieure et que cette qualité trouve son utilité maintenant.
En haut, elle est liée à l'objectif, ce qui est à rechercher. Elle indique la nécessité de s'ouvrir à son environnement. Par exemple, lâcher-prise de son point de vue, ou viser plus haut, découvrir ses élans spirituels.
À l'envers, la carte parle d'un processus intérieur. Le tiré doit s'ouvrir émotionnellement, reconnaître son lien au monde. Il doit s'ouvrir à la réalité du monde, du cosmos, par son ressenti et non pas dans ses actions.

## Dans d'autre médias
Dans le manga JoJo's Bizarre Adventure: Stardust Crusaders, les cartes de tarot sont utilisées pour nommer les pouvoirs du personnage, nommés "Stands". L'antagoniste principal de Stardust Crusaders, DIO, a un stand nommé The World, d'après la carte Le Monde. Ce stand a le pouvoir d'arrêter le temps chaque fois que DIO active ce pouvoir, et il peut se déplacer pendant le temps figé. Dans Steel Ball Run, une version alternative de DIO, Diego Brando, gagne plus tard ce stand après avoir été convoqué par Funny Valentine.
Dans le film Cryptozoo, une lecture de Tarot est effectuée avec le jeu Waite-Smith qui révèle la carte Le Monde dans le cadre du voyage du protagoniste.